# Barnowo, West Pomeranian Voivodeship
Barnowo [barˈnɔvɔ] (tiếng Đức: Bannow) là một khu định cư ở khu hành chính của Gmina Mielno, thuộc quận Koszalin, West Pomeranian Voivodeship, ở phía tây bắc Ba Lan.